# Iain Brambell
Iain Brambell (født 10. november 1973 i Brentwood Bay, Britisk Columbia) er en canadisk letvægtsroer. Han er student fra Western Ontario Universitet og bor i Victoria med sin familie.

## Resultater
Han har fået høje placeringer i to større konkurrencer ved at ro i kategorien letvægtsfirer uden styrmand. I 2002 vandt han bronze ved verdensmesterskabet i Sevilla, Spanien og ved OL i 2008 vandt han ligeledes bronze, her med roerne Mike Lewis, Liam Parsons og Jon Beare.

## Eksterne links
- Iain Brambell på Real Champions Arkiveret 27. september 2007 hos  Wayback Machine
- Profil på RowingCanada.org Arkiveret 17. august 2008 hos  Wayback Machine

| Roer | Spire Denne biografi om en roer er en spire som bør udbygges. Du er velkommen til at hjælpe Wikipedia ved at udvide den. |